# Hofuf
Hofuf  (auch Hufuf, Hofof, arabisch الهفوف, DMG al-Hufūf) ist eine Großstadt im Osten Saudi-Arabiens. Sie gehört zum Gouvernorat al-Hasa innerhalb der Provinz asch-Scharqiyya (Ostprovinz). Mit über 700.000 Einwohnern ist sie das urbane Zentrum der al-Hasa-Oase; die gesamte Stadtregion zählt mehr als 1 Million Einwohner. Mitunter werden die Namen der Stadt und der Oase synonym verwendet, obwohl die al-Hasa-Oase noch weitere Städte umfasst, zum Beispiel das unmittelbar nördlich an Hofuf angrenzende al-Mubarraz.

## Geografie

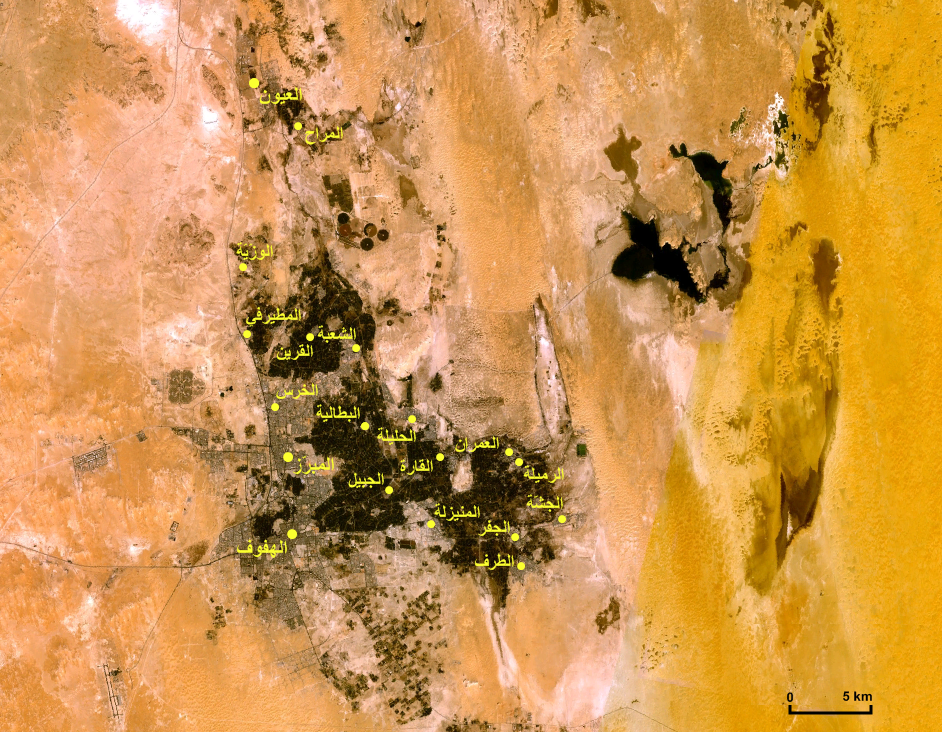
Luftbild der al-Hasa-Region, im Südwesten Hofuf

### Lage
Hofuf liegt im Inland der Arabischen Halbinsel, rund 300 Kilometer östlich der Hauptstadt Riad, und ist ungefähr 80 Kilometer von der Küste des Persischen Golfs entfernt. Westlich der Stadt erstreckt sich Ghawar, das größte Ölfeld der Welt. Dammam liegt etwa 130 Kilometer nordöstlich von Hofuf.

### Klima
Hofuf befindet sich in der subtropischen Klimazone, genauer in den Trockenen Subtropen. In den Sommermonaten zwischen Mai und September steigt die durchschnittliche maximale Temperatur auf 39 bis 43 Grad Celsius, begleitet von starker Sonneneinstrahlung. Die minimalen Temperaturen liegen im Sommer bei 22 bis 26 Grad Celsius im Mittel. Im Winter, zwischen Dezember und Februar, beträgt die maximale Temperatur durchschnittlich 20 bis 23 Grad Celsius. Die minimalen Temperaturen liegen im Winter bei 8 bis 10 Grad Celsius im Mittel.
Die Luftfeuchtigkeit in Hofuf und Umgebung ist gering, besonders im Sommer. Die jährliche Niederschlagsmenge von etwa 67 Millimeter im Mittel fällt fast ausschließlich im Zeitraum von Dezember bis April.
|                       | Jan  | Feb  | Mär  | Apr  | Mai  | Jun  | Jul  | Aug  | Sep  | Okt  | Nov  | Dez  |   |      |
| Mittl. Tagesmax. (°C) | 19,9 | 22,8 | 27,9 | 32,7 | 38,6 | 41,6 | 42,6 | 42,5 | 40,2 | 35,2 | 28,2 | 22,3 | ⌀ | 32,9 |
| Mittl. Tagesmin. (°C) | 8,2  | 8,8  | 13,4 | 17,8 | 21,7 | 23,9 | 25,6 | 24,5 | 21,9 | 17,8 | 13,0 | 9,9  | ⌀ | 17,3 |
|                       |      |      |      |      |      |      |      |      |      |      |      |      |   |      |
| Niederschlag (mm)     | 21   | 8    | 16   | 13   | 1    | 0    | 0    | 0    | 0    | 1    | 1    | 6    | Σ | 67   |
|                       |      |      |      |      |      |      |      |      |      |      |      |      |   |      |
| Sonnenstunden (h/d)   | 6,7  | 7,3  | 6,9  | 8,0  | 9,4  | 11,1 | 11,0 | 10,4 | 10,0 | 9,4  | 8,9  | 6,8  | ⌀ | 8,8  |
|                       |      |      |      |      |      |      |      |      |      |      |      |      |   |      |
| Luftfeuchtigkeit (%)  | 62   | 54   | 44   | 40   | 26   | 19   | 21   | 29   | 37   | 43   | 50   | 57   | ⌀ | 40,1 |

| 8,2 |

| 8,8 |

| 13,4 |

| 17,8 |

| 21,7 |

| 23,9 |

| 25,6 |

| 24,5 |

| 21,9 |

| 17,8 |

| 13,0 |

| 9,9 |

| 8,2 |

| 8,8 |

| 13,4 |

| 17,8 |

| 21,7 |

| 23,9 |

| 25,6 |

| 24,5 |

| 21,9 |

| 17,8 |

| 13,0 |

| 9,9 |

## Kultur und Sehenswürdigkeiten

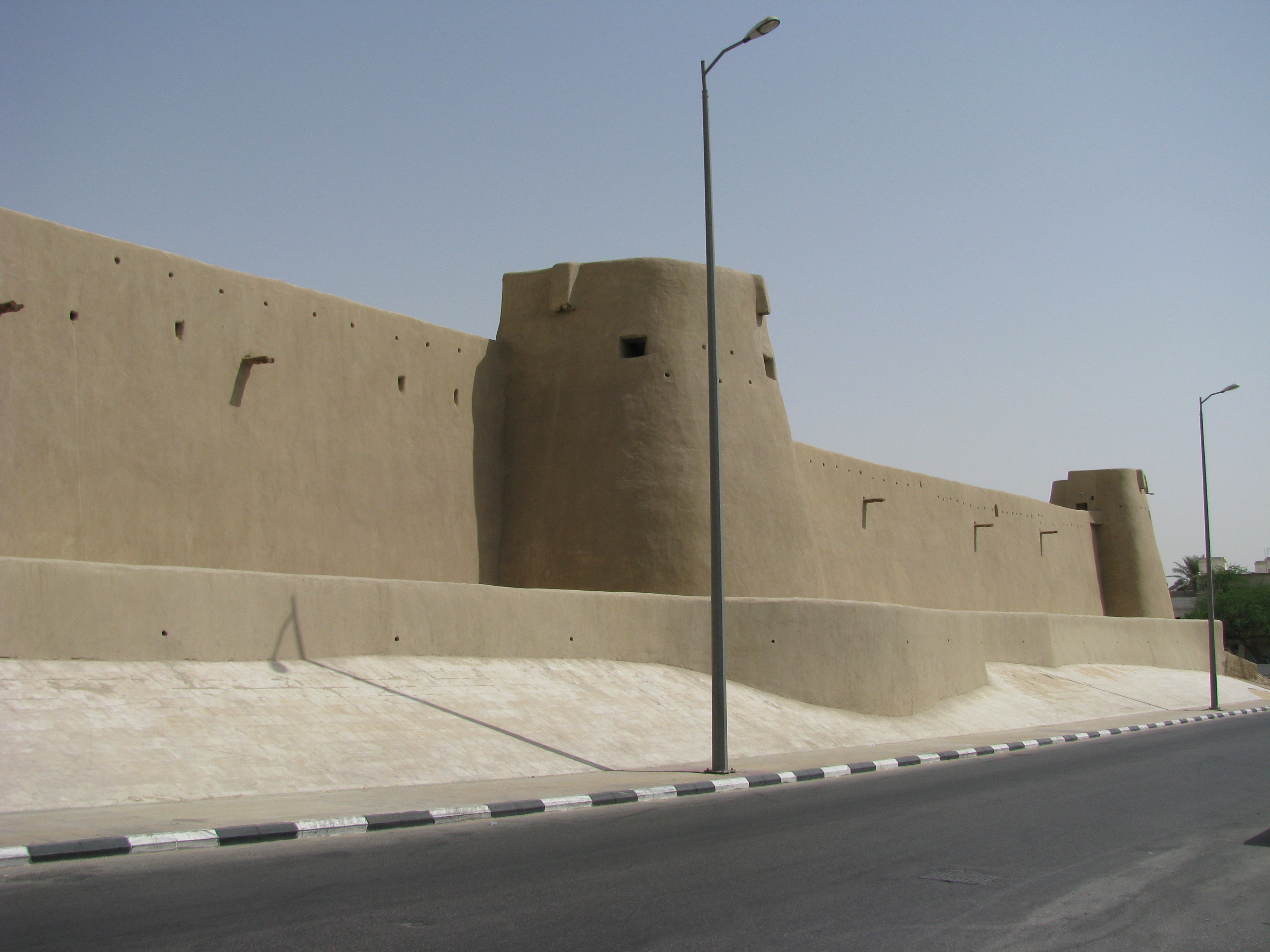
Die Festung Qasr Sahud im Norden der Stadt

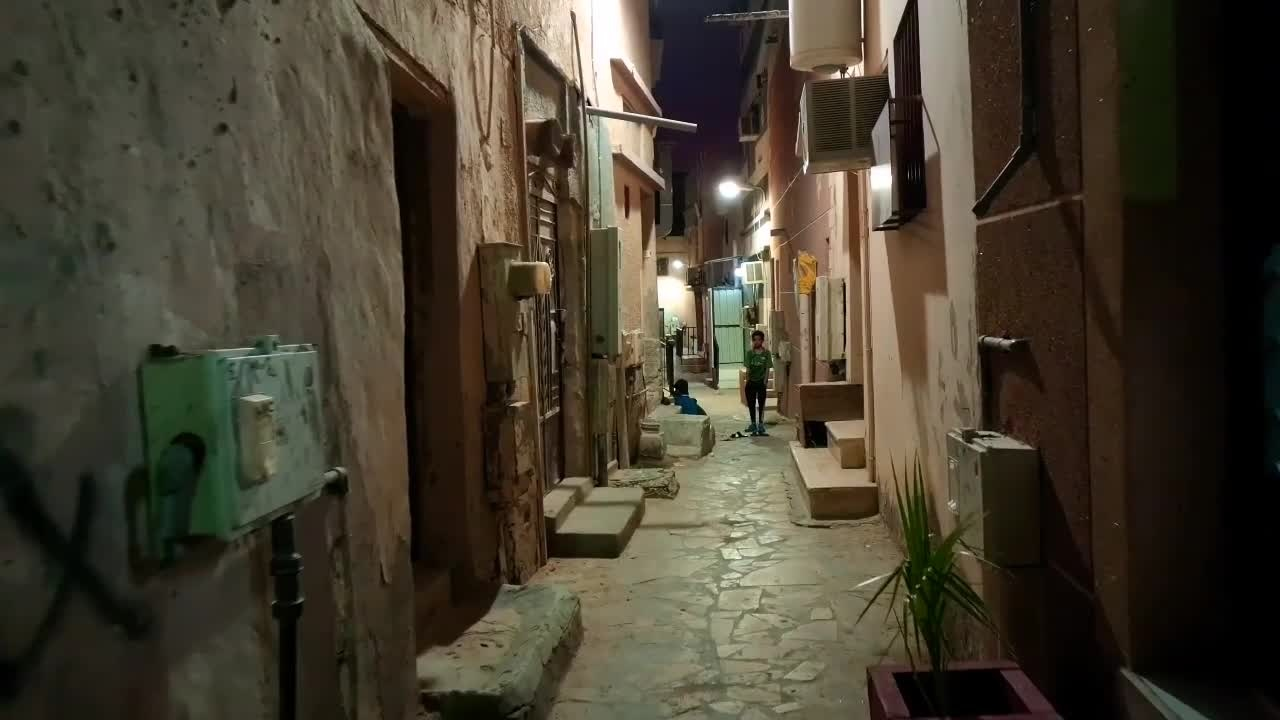
Gasse im historischen Viertel Al-Rafaa

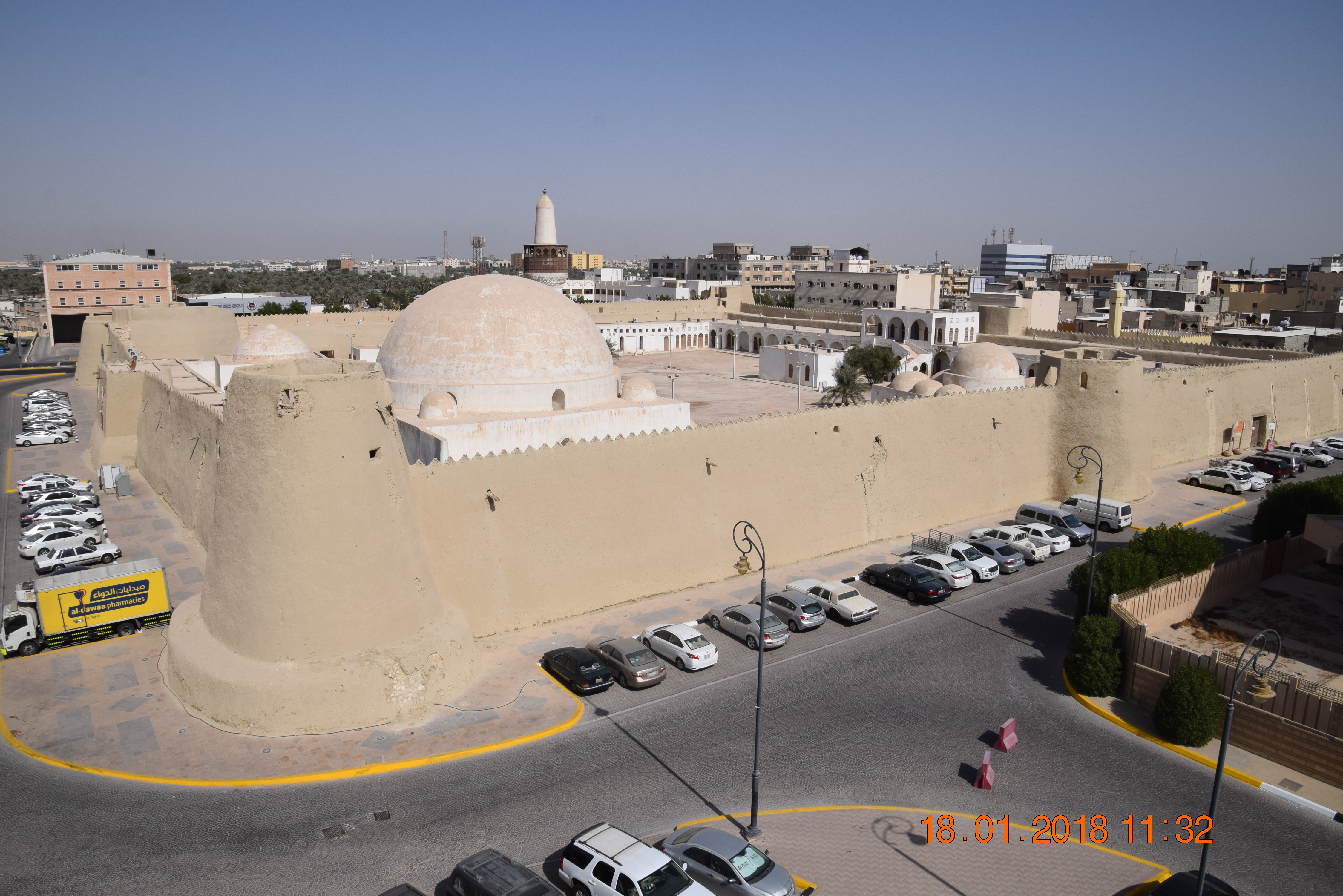
Festung Qasr Ibrahim

Hofuf gilt als eines der wichtigsten kulturellen Zentren Saudi-Arabiens. Zu den bedeutendsten Sehenswürdigkeiten zählt das 1551 unter türkischer Herrschaft errichtete Fort Qasr Ibrahim. Mit seinen hohen Befestigungstürmen und meterdicken Lehmmauern prägt es das Stadtbild im Stadtzentrum. Das Hofuf-Museum beschreibt Geographie und Geschichte der Region al-Hasa.

## Wirtschaft und Infrastruktur

### Bildung
Hofuf ist Standort mehrerer Hochschulen, darunter der König-Faisal-Universität.

### Verkehr
Vom Flughafen al-Ahsa in Hofuf werden neben Inlandsflügen nach Riad und Dschidda seit 2014 auch internationale Flüge nach Dubai angeboten. Zudem verfügt Hofuf über einen Bahnhof der Saudischen Eisenbahn mit Verbindungen nach Dammam und Riad. Auch über Autobahnen ist die Stadt mit Riad und Dammam sowie der katarischen Hauptstadt Doha verbunden.

## Sport
Der in Hofuf ansässige Profi-Fußballverein al-Fateh SC spielt in der ersten Liga und gewann 2013 die saudische Meisterschaft.

## Persönlichkeiten
- Taleb al-Abdulmohsen (* 1974), Verdächtiger für den Anschlag auf den Magdeburger Weihnachtsmarkt
- Mohammad al-Sahlawi (* 1987), Fußballspieler
- Hussain al-Moqahwi (* 1988), Fußballspieler
- Ali al-Hassan (* 1997), Fußballspieler
- Ayman al-Khulaif (* 1997), Fußballspieler